# Valencia Club de Fútbol 2016-2017
Questa voce raccoglie le informazioni riguardanti il Valencia nelle competizioni ufficiali della stagione 2016-2017.

## Stagione

### Campionato
Il Valencia ha chiuso il campionato al dodicesimo posto con 46 punti, frutto di 13 vittorie, 7 pareggi e 18 sconfitte.

### Coppa del Re
In Coppa del Re la squadra è arrivata fino agli ottavi di finale, dove è stata eliminata dal Celta Vigo, vittorioso sia nella gara di andata a Valencia (1-4), che in quella di ritorno (2-1).

## Rosa
In corsivo i calciatori ceduti durante la stagione 
| N. |                       | Ruolo | Calciatore         |
| -- | --------------------- | ----- | ------------------ |
| 1  | Brasile (bandiera)    | P     | Diego Alves        |
| 2  | Portogallo (bandiera) | D     | João Cancelo       |
| 3  | Portogallo (bandiera) | D     | Rúben Vezo         |
| 4  | Brasile (bandiera)    | D     | Aderlan Santos     |
| 5  | Francia (bandiera)    | D     | Eliaquim Mangala   |
| 6  | Brasile (bandiera)    | C     | Guilherme Siqueira |
| 7  | Spagna (bandiera)     | C     | Mario Suárez       |
| 8  | Argentina (bandiera)  | C     | Enzo Pérez         |
| 9  | Spagna (bandiera)     | A     | Munir              |
| 10 | Spagna (bandiera)     | C     | Dani Parejo        |
| 11 | Belgio (bandiera)     | C     | Zakaria Bakkali    |
| 12 | Italia (bandiera)     | A     | Simone Zaza        |
| 13 | Spagna (bandiera)     | P     | Jaume Doménech     |
| 14 | Spagna (bandiera)     | D     | José Gayà          |
| 15 | Cile (bandiera)       | D     | Fabián Orellana    |

| N. |                       | Ruolo | Calciatore        |
| -- | --------------------- | ----- | ----------------- |
| 16 | Spagna (bandiera)     | C     | Federico Cartabia |
| 17 | Portogallo (bandiera) | C     | Nani              |
| 18 | Spagna (bandiera)     | C     | Carlos Soler      |
| 19 | Spagna (bandiera)     | A     | Rodrigo           |
| 20 | Spagna (bandiera)     | C     | Álvaro Medrán     |
| 21 | Spagna (bandiera)     | D     | Martín Montoya    |
| 22 | Spagna (bandiera)     | A     | Santi Mina        |
| 23 | Marocco (bandiera)    | D     | Aymen Abdennour   |
| 24 | Argentina (bandiera)  | D     | Ezequiel Garay    |
| 25 | Australia (bandiera)  | P     | Mathew Ryan       |
| 26 | Spagna (bandiera)     | D     | Toni Lato         |
| 27 | Spagna (bandiera)     | A     | Rafa Mir          |
| 33 | Spagna (bandiera)     | A     | Nacho Gil         |
| 34 | Spagna (bandiera)     | A     | Sito              |
| 40 | Spagna (bandiera)     | D     | Javi Jiménez      |